# Volleybalvereniging Lycurgus 2019-2020
Questa voce raccoglie le informazioni riguardanti il Volleybalvereniging Lycurgus nelle competizioni ufficiali della stagione 2019-2020.

## Organigramma societario
Area direttiva
- Presidente: Paul van der Wijk

Area tecnica
- Allenatore: Arjan Taaij

## Rosa
| N° | Nome                | Ruolo | Data di nascita   | Nazionalità sportiva |
| -- | ------------------- | ----- | ----------------- | -------------------- |
| 1  | Sam Gortzak         | P     | 15 marzo 1995     | Paesi Bassi          |
| 3  | Stijn Held          | P     | 3 novembre 1994   | Paesi Bassi          |
| 5  | Collin Mahan        | S     | 30 gennaio 1997   | Stati Uniti          |
| 6  | Geoffrey van Gent   | O     | 23 ottobre 1996   | Paesi Bassi          |
| 7  | Frits van Gestel    | S     | 8 dicembre 1992   | Paesi Bassi          |
| 8  | Steven Ottevanger   | L     | 7 gennaio 1995    | Paesi Bassi          |
| 9  | Erik van der Schaaf | S     | 12 dicembre 1993  | Paesi Bassi          |
| 10 | Mitch Perinar       | O     | 12 dicembre 1995  | Stati Uniti          |
| 11 | Sander Scheper      | C     | 14 dicembre 1995  | Paesi Bassi          |
| 12 | Daan Nijeboer       | L     | 7 marzo 2000      | Paesi Bassi          |
| 13 | Hossein Ghanbari    | C     | 19 agosto 1990    | Paesi Bassi          |
| 18 | Dennis Borst        | C     | 1º febbraio 1992  | Paesi Bassi          |
| 21 | Bennie Tuinstra     | S     | 13 settembre 2000 | Paesi Bassi          |

## Statistiche

### Statistiche di squadra
| Competizione          | Punti | In casa | In casa | In casa | In trasferta | In trasferta | In trasferta | Totale | Totale | Totale |
| Competizione          | Punti | G       | V       | P       | G            | V            | P            | G      | V      | P      |
| --------------------- | ----- | ------- | ------- | ------- | ------------ | ------------ | ------------ | ------ | ------ | ------ |
| Eredivisie            | 47    | 10      | 9       | 1       | 12           | 10           | 2            | 22     | 19     | 3      |
| Coppa dei Paesi Bassi | -     | 2       | 2       | 0       | 1            | 1            | 0            | 4      | 4      | 0      |
| Challenge Cup         | -     | 2       | 1       | 1       | 2            | 1            | 1            | 4      | 2      | 2      |
| Totale                | -     | 14      | 12      | 2       | 15           | 12           | 3            | 30     | 25     | 5      |

### Statistiche dei giocatori
| Giocatore         | Challenge Cup | Challenge Cup | Challenge Cup | Challenge Cup | Challenge Cup |
| Giocatore         | P             | PT            | AV            | MV            | BV            |
| ----------------- | ------------- | ------------- | ------------- | ------------- | ------------- |
| D. Borst          | 3             | 16            | 11            | 5             | 0             |
| H. Ghanbari       | 3             | 19            | 8             | 10            | 1             |
| S. Gortzak        | 3             | 1             | 1             | 0             | 0             |
| S. Held           | 3             | 6             | 1             | 1             | 4             |
| C. Mahan          | 3             | 38            | 32            | 0             | 6             |
| D. Nijeboer       | 0             | 0             | 0             | 0             | 0             |
| S. Ottevanger     | 3             | 0             | 0             | 0             | 0             |
| M. Perinar        | 3             | 14            | 14            | 0             | 0             |
| S. Scheper        | 1             | 0             | 0             | 0             | 0             |
| B. Tuinstra       | 3             | 43            | 31            | 4             | 8             |
| E. van der Schaaf | 3             | 7             | 6             | 1             | 0             |
| G. van Gent       | 3             | 24            | 22            | 1             | 1             |
| F. van Gestel     | 2             | 2             | 2             | 0             | 0             |

P = presenze; PT = punti totali; AV = attacchi vincenti; MV = muri vincenti; BV = battute vincenti

NB: Non sono disponibili i dati relativi alla Eredivisie e alla Coppa dei Paesi Bassi